# Tekellina archboldi
Tekellina archboldi är en spindelart som beskrevs av Claude Lévi 1957. Tekellina archboldi ingår i släktet Tekellina och familjen klotspindlar. Inga underarter finns listade i Catalogue of Life.